# Hymeniacidon dubia
Hymeniacidon dubia is een sponssoort in de taxonomische indeling van de gewone sponzen (Demospongiae). Het lichaam van de spons bestaat uit kiezelnaalden en sponginevezels, en is in staat om veel water op te nemen. 
De spons behoort tot het geslacht Hymeniacidon en behoort tot de familie Halichondriidae. De wetenschappelijke naam van de soort werd voor het eerst geldig gepubliceerd in 1932 door Maurice Burton.
De soort werd in de periode 1925-29 verzameld in de zuidelijke Atlantische Oceaan nabij de Falklandeilanden tijdens een expeditie van het Britse Royal Research Ship RRS William Scoresby, op een diepte van 137-129 m.